# 801 Helwerthia
801 Helwerthia
801 Helwerthia là một tiểu hành tinh ở vành đai chính. Nó được xếp loại tiểu hành tinh kiểu C, có bề mặt tối, và thành phần cấu tạo dường như bằng cacbonat nguyên thủy. Nó di chuyển theo quỹ đạo gần nhóm tiểu hành tinh Eunomia, nhưng không thuộc nhóm này. Helwerthia có đường kính khoảng 33 km, và suất phản hiếu ánh sáng khoảng 0.038 Lưu trữ ngày 23 tháng 6 năm 2006 tại Wayback Machine.
Tiểu hành tinh này do Max Wolf phát hiện ngày 20.3.1915 ở Heidelberg, và được đặt theo tên Elise Helwerth-Wolf, mẹ của Max Wolf.